# 2019年智利空军C-130坠毁事故
2019年12月9日，智利空军一架C-130运输机自该国首都圣地亚哥的阿图罗·梅里诺·贝尼特斯准将国际机场起飞后，于南美洲和南极洲之间的德雷克海峡坠毁。机上无人生还。

## 航机资料
本次涉事的C-130运输机于1978年为美国空军建造，机尾编号77-0324、序号382-4776，但最后交付美国海军陆战队用作空中加油机，序号BuNo 160628。本机曾在北卡罗来纳州和日本岩国市的美军基地服役。2009年至2014年，本机于亚利桑那州图森的空军机库闲置，后被智利空军以700万美金买下，于2015年交付使用，编号990。

## 事故过程
涉事航机于2019年12月9日16:55离开中转地蓬塔阿雷纳斯，前往南极洲乔治王岛执行每月任务，计划为当地的智利空军基地提供补给及检查当地的输油管线等设施。机上共有38人，其中有21名乘客和17名机组人员。机组成员全为智利空军人员，乘客中有15名智利空军官兵和2名平民。塔台在21:13和航机失去联系。

## 搜救过程
智利军方协同英国、美国、阿根廷、巴西和乌拉圭方面搜索失事飞机。两艘智利海军护卫舰在以色列国防军9900部队的协助下，在飞机于雷达画面上消失的地点附近展开搜索。因海况恶劣、能见度低，搜索过程受到阻碍。
搜索开始一天后，在飞机失联地点31公里外找到了飞机残骸。巴西海军极地科考船马克西米诺海军上将号发现了乘员的个人物品。
12月12日，搜救人员确定了飞机坠毁的位置，其位于飞机失联地点外27公里。飞机的机身、主要部件和部分乘员遗体成功辨认。智利空军总司令阿图罗·梅里诺·贝尼特斯证实机上无生还者。
智利军方表示因找回的部件不足，事故原因可能永远都不会查明。飞机可能在飞行中或沉入海底后解体。